# Novell ZENworks
Novell ZENworks – zestaw oprogramowania produkcji Novella  służący do zarządzania systemami serwerowymi, komputerami biurkowymi oraz urządzeniami przenośnymi działającymi pod kontrolą systemów Windows i Linux.

## Zawartość pakietu
Pakiet ZENworks składa się z następujących składników: 
- Desktop Management
- Personality Migration
- Software Packaging
- Data Management
- Patch Management
- Linux Management
- Server Management
- Handheld Management
- Asset Management

Programy te w sprzedaży dostępne są zarówno indywidualnie, jak i całym pakietem. 
Od roku 2005 w sprzedaży jest wersja 7. pakietu.

## Historia
ZENworks początkowo nazywał się NAL (Novell Application Launcher), ale po wzroście jego funkcjonalności nazwa została zmieniona na ZENworks. Nowa nazwa została wprowadzona wraz z wersją ZENworks 1.0 i ZENworks Starter Pack. Był on znany także jako "ZENworks for Desktops" (ZfD) ponieważ Novell tworzył też narzędzie "ZENworks for Servers" (ZfS). Po pewnym czasie oba produkty zostały połączone pod wspólną nazwą "ZENworks".

## Możliwości
- Desktop Management pozwala administratorom zdalnie instalować i konfigurować oprogramowanie w systemach Windows.  
  - Pakiety oprogramowania zainstalowane przy pomocy Desktop Management potrafią dokonywać autonaprawy.
  - Desktop Management zapewnia wsparcie dla pakietów MSI.
  - Desktop Management może pracować zarówno za jak i przed firewallem.
- Personality Migration - oprogramowanie oparte na zmodyfikowanej wersji DesktopDNA. Administratorzy mogą używać go do przeprowadzania migracji konfiguracji w systemach z rodziny Windows, bez względu na wersję systemu działającą na obu maszynach.
- Software Packaging zawiera specjalną edycję oprogramowania Macrovision AdminStudio, które pozwala na tworzenie pakietów MSI w celu zainstalowania ich poprzez Desktop Management.
- Data Management pozwala na synchronizację danych użytkownika pomiędzy lokalnym folderem iFolder a jego kopią na zdalnym serwerze. Użytkownicy mogą uzyskać dostęp do danych za pomocą sieci lokalnej lub Internetu korzystając z przeglądarki internetowej.
- Patch Management zarządza łatkami (ang. "patch") wykorzystując zmodyfikowaną wersję oprogramowania PatchLinka
- Linux Management - zastąpiło aplikację Red Carpet służąca do zarządzania pakietami RPM na komputerach z systemem Linux.  Kolejne wersje będą pozwalały na konfigurację systemu Linux.
- Server Management pozwala zdalnie uaktualniać, konfigurować i zarządzać serwerami opartymi na systemach Linux, NetWare i Windows.
- Handheld Management pozwala zdalnie uaktualniać, konfigurować i zarządzać systemami Palm OS, Windows CE, PocketPC oraz urządzeniami BlackBerry.
- Asset Management aktualnie nie należy do ZENworks 6.5 ale ma zostać zintegrowany z nim w kolejnych edycjach. Pozwala na zarządzanie zasobami oprogramowania i sprzętu.

## Wymagania systemowe

### Urządzenia zarządzane
- Desktop Management
  - Windows XP Professional SP1
  - Windows 2000 Professional SP4
  - Windows 98 SE
  - Windows XP Tablet PC Edition

- Server Management
  - NetWare 5.1, NetWare 6 i NetWare 6.5
  - Novell Open Enterprise Server
  - Windows 2000 Server i Windows Server 2003
  - SUSE LINUX Enterprise Server 8 i 9
  - Red Hat Advanced Server 2.1 i Red Hat Enterprise Server 2.1
  - Red Hat Enterprise Linux AS 3 i 4 i Red Hat Enterprise Linux ES 3 i 4
  - Solaris 9

- Linux Management
  - Novell Linux Desktop SP1, x86, x86_64 i x86_EM64T
  - Novell Open Enterprise Server, x86
  - SUSE LINUX Enterprise Server 9 SP1 x86, x86_64 i x86_EM64T
  - SUSE LINUX Professional 9.3, x86, x86_64 i x86_EM64T
  - Red Hat Enterprise Linux 4.0 AS, ES, WS i x86

- Handheld Management
  - Palm OS 3.5 i nowsze na Palmtopach
  - Windows CE 2.11 i nowsze
  - urządzenia BlackBerry 850/857 korzystające z sieci DataTAC i urządzenia BlackBerry 950/957 korzystające z sieci Mobitex

### Serwery używane do zarządzania
- Desktop Management
  - NetWare 6.5 SP1
  - NetWare 6 SP4
  - Windows 2000 Server SP4
  - Windows Server 2003
  - SUSE LINUX Enterprise Server 9 SP1

- Server Management
  - NetWare 5.1, NetWare 6 lub NetWare 6.5
  - Windows 2000 Server lub Windows Server 2003
  - SUSE LINUX Enterprise Server 8 i 9
  - Red Hat Advanced Server 2.1 lub Red Hat Enterprise Server 2.1
  - Red Hat Enterprise Linux AS 3 i 4 i Red Hat Enterprise Linux ES 3 i 4

- Linux Management
  - SUSE LINUX Enterprise Server 9 SP1 x86

- Handheld Management
  - Windows 2000
  - Windows Server 2003

### Wspierane usługi katalogowania
- Novell eDirectory
- Microsoft Active Directory